# Migrerade hushållsarbetare
Migrerat hushållsarbetare kallas de personer som bor och arbetar med husligt arbete hos familjer i annat land.

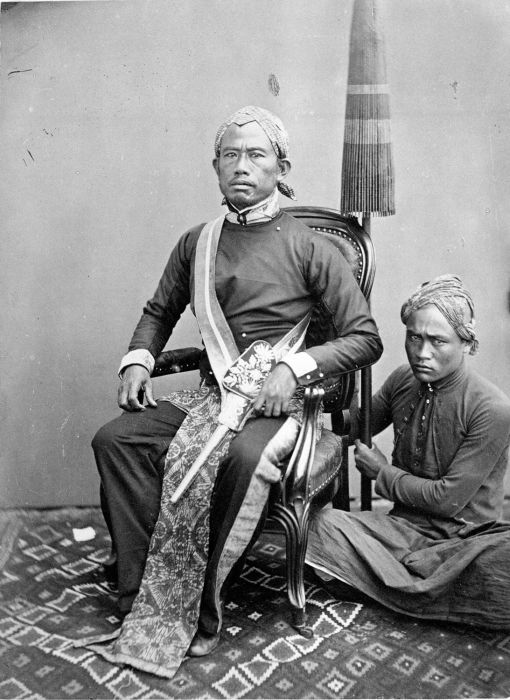
Aristokrat från Bandung med en tjänare sittande på golvet, Nederländska Ostindien, 1870-talet

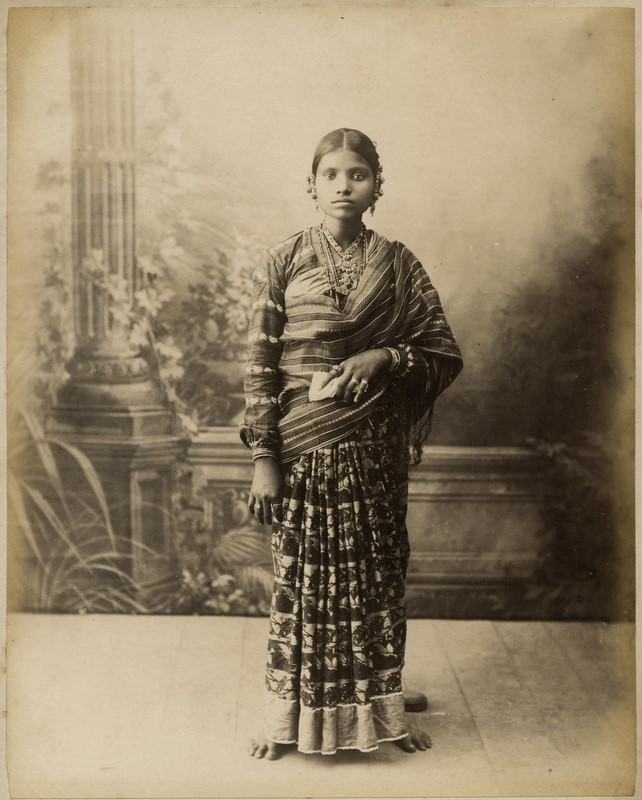
Goanesisk tjänsteflicka, ca 1880.

## Migrerade hushållsarbetare i Storbritannien
I Storbritannien kan migrerade hushållsarbetare byta arbetsgivare, förutsatt att man fortsätter heltidsarbeta i privata hushåll

### Föreslagna förändringar
Under 2000-talets början föreslogs förändringar i Storbritanniens invandringslagar som innebar att migrerade hushållsarbetare skulle komma att förlora rätten till att byta arbetsgivare. De skulle enligt förslaget då att tas till Storbritannien på ett sex månader långt 'affärsbesöksvisum', som inte skulle gå att förnya eller att ändra, även om de skulle behandlas illa av sin arbetsgivare.
Kalayaan, en brittisk välgörenhetsorganisation som arbetat mycket för migrerade hushållsarbetares rättigheter, bedrev en kampanj mot de föreslagna förändringarna, vilka de menar i praktiken skulle göra det omöjligt för arbetstagaren att agera mot behandling som vanligtvis skulle ha brutit mot brittisk arbetsrätt. 
Den 25 juni 2008 vann man tillsammans med kampanjorganisationer som Kalayaan och Unite en stor seger när den brittiska staten meddelade att de inte skulle genomföra förändringarna och med det behålla den anställdes rätt att byta arbetstigvare.